# Липовка (Вологодская область)
Липовка — упразднённая в 2020 году деревня в Великоустюгском районе Вологодской области.
Входит в состав Верхнешарденгского сельского поселения, с точки зрения административно-территориального деления — в Верхнешарденгский сельсовет.
Расстояние по автодороге до районного центра Великого Устюга — 48,5 км, до центра муниципального образования Верхней Шарденьги — 2 км. Ближайшие населённые пункты — Подвалье, Верхняя Шарденьга, Бакшеево.
По данным переписи в 2002 году постоянного населения не было.